# 基利安·麥巴比
基利安·姆巴佩·洛坦（法語：Kylian Mbappé Lottin，發音：[kiljan mbape] ⓘ；1998年12月20日—）是法国職業足球運動員，司職前鋒。現效力西甲俱樂部皇家馬德里並擔任法國國家足球隊隊長。

## 家庭背景
麥巴比出生于法国首都巴黎东北部的郊区市镇邦迪，父親威尔弗里德·姆巴佩是移民至法國的喀麥隆裔足球教练；母親法伊萨·拉馬里是法籍阿爾及利亞裔退役手球运动员，父母親均為他的经纪人。姆巴佩的弟弟伊森·姆巴佩也是職業足球运动员，目前效力里爾；他的养兄埃科科同样也是足球运动员。姆巴佩小时候就读于邦迪的一所私立天主教学校，这促成他日后的基督教信仰。

### 早年经历
麥巴比在4岁时开始踢球，早年他一直在父亲执教的AS邦迪队里踢球，并将葡萄牙球王基斯坦奴·朗拿度视为偶像，也成为他的效仿对象。据姆巴佩在AS邦迪队的另一位年轻教练安东尼奥·瑞卡迪表示：
我第一次执教他是在他六岁的时候。你可以说他与众不同，因为姆巴佩可以比其他孩子做得更多。他的运球真的是太棒了，而且比其他人快得多。他是15年来我见过的最好的球员。在巴黎，有很多足球天才，但我从未见过像他这样的天才。他就是我们所谓的“craque”（最好的）。
麥巴比后来进入克莱枫丹青训基地，接受系统性的足球训练。他在克莱枫丹青训基地的表现令人印象深刻，引来了众多法国足球俱乐部，以及皇家马德里、切尔西、利物浦、曼城、巴萨和拜仁慕尼黑高管的关注，并试图与他签约。他在11岁时便前往伦敦与切尔西足球俱乐部进行了一场试训，同时参加他所在的青年队对阵查尔顿竞技的比赛。最终，他决定加入摩納哥队效力。

## 球會生涯

### 摩納哥

#### 2015/16球季
2015年12月2日，麥巴比於法甲賽事中在88分鐘後備入替由皇馬借用的法比奧·干查奧，以16歲347日之齡取代名將亨利保持了21年的最年輕上陣紀錄隊史，也成为摩纳哥队史上完成首秀最年轻的球员。
2016年2月20日，麥巴比为摩纳哥队打入了他的第一个进球。他以17岁零62天的纪录，成为摩纳哥队历史上最年轻的进球球员，再次刷新了亨利保持的纪录。2016年3月6日，麥巴比与摩纳哥队签订了他的第一份职业合同，為期三年，至2019年6月结束。

#### 2016/17球季

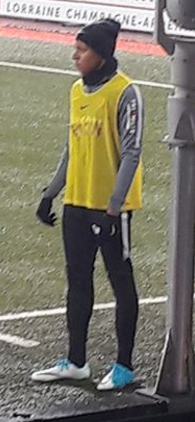
2017年作为摩纳哥队球员的姆巴佩正在球场热身

2016年12月14日，麥巴比在對雷恩的法國聯賽盃16強賽事第一次在職業生涯上演帽子戲法，助球隊以7比0擊潰對手.
2017年2月11日，麥巴比在對梅斯的法甲賽事再次完成帽子戲法，打破前巴黎聖日耳門射手謝路美·文尼斯自2005年保持的法甲最年輕帽子戲法球員紀錄。最後助摩納哥打破巴黎多年壟斷奪得法甲冠軍。
在歐冠比赛中，於淘汰賽階段6场入6球，更在4強次回合攻破尤文圖斯門將大門，以18歲140日之齡創出準決賽最年輕入球者紀錄。姆巴佩在2016-2017赛季中共出场44次，进球数26个。

#### 2017/18球季
麥巴比由29號改穿10號球衣。受轉會傳聞影響，他在季初鮮有上陣機會。不過球隊仍在2017年8月中旬以跨季15連勝打破法甲紀錄。

### 巴黎聖日耳門

#### 2017/18球季

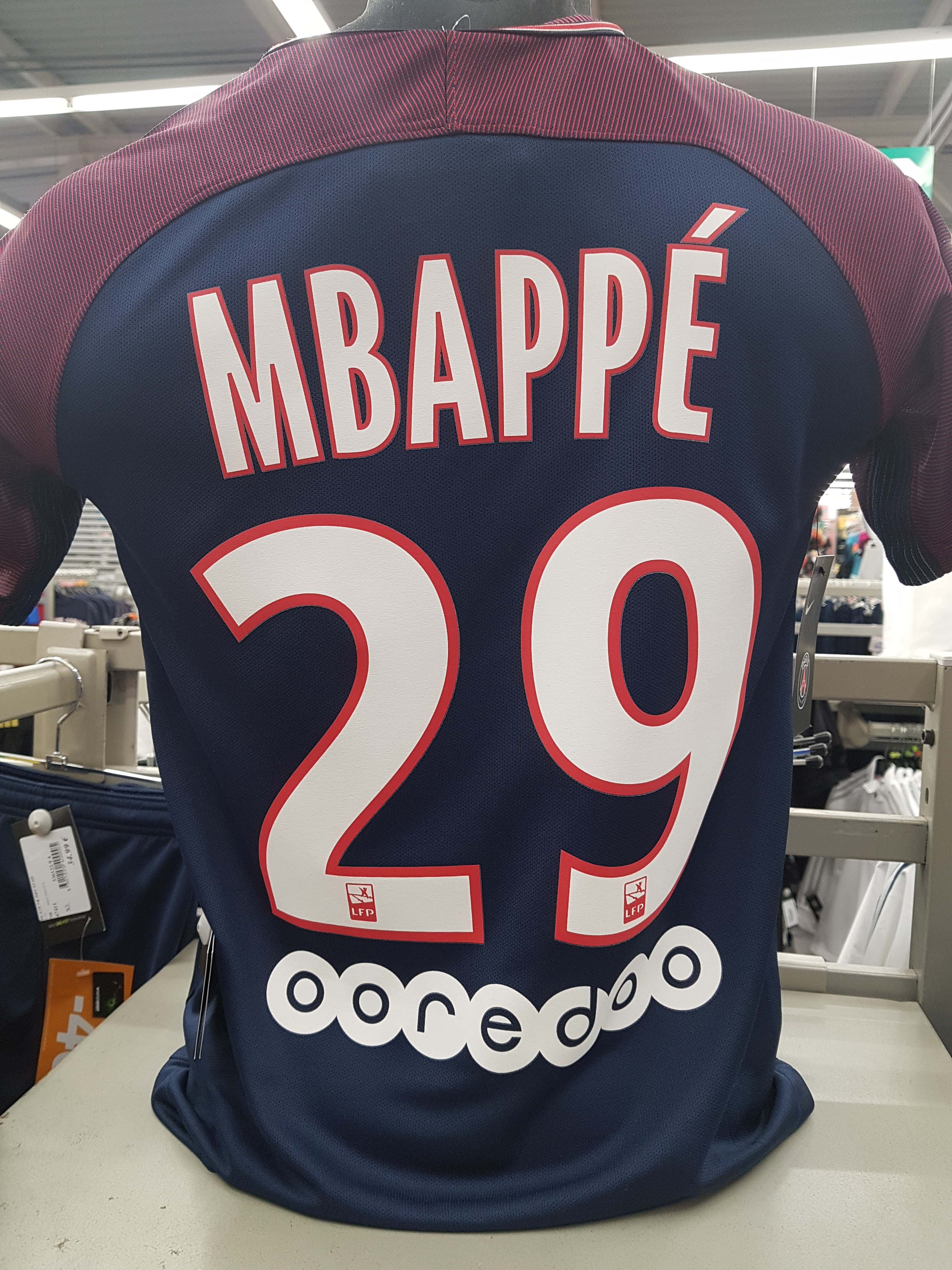
姆巴佩转入聖日耳曼队后所穿着的29号球衣

夏季轉會市場結束前數小時，兩支法甲球會就麥巴比的轉會達成共識。在八月初巴黎聖日耳門以世界轉會費紀錄簽入尼馬的情況下，為避免觸犯財政公平條例，麥巴比會在该季以借用形式成為巴黎球員，在相關合約中設有1.8億歐元買斷條款，條款中表明除非巴黎聖日耳門在17-18法甲賽季中未能取得18-19法甲賽季參賽資格，否則買斷條款必須執行。，由此他成为世界上足球转会费最高的青年球员，也是世界上足球转会费第二高的球员，仅次于队友内马尔。
2017年9月8日，他在對梅斯的法甲賽事正選上陣，取得入球及助攻各一，協助球隊大勝。12月6日，姆巴佩打进了他在欧冠联赛的第10个进球，以18岁零11个月的年龄成为了欧冠历史上最年轻打入10粒进球的球员。最终，聖日耳門以1-3的成绩败给了拜仁。
2018年2月18日，在巴黎聖日耳門於法甲賽事以5-2擊敗特拉斯堡後，所得的分數已經足夠取得來季法甲參賽資格，因此1.8億歐元的買斷條款也隨之啟動，於2018年7月1日生效，同時為2018年轉會費最高的交易。
2018年5月8日，在法国杯比赛上，姆巴佩代表的圣日耳曼队以2-0的成绩击败队，同时为他所在的球队赢得冠军。

#### 2018/19球季
2018年7月，巴黎聖日耳門宣布姆巴佩改穿7号球衣。据法国媒体报道，姆巴佩之所以选择7号，原因之一是他向童年偶像C罗致敬。
2018年8月18日，麥巴比於對甘岡的比賽中射入2球，最後巴黎聖日耳門以3:1反勝甘岡。
2018年10月8日，在巴黎聖日耳門5-0战胜里昂的比赛中，姆巴佩攻入四球，并创造点球，创造了法甲45年来最年轻大四喜的纪录。

#### 2019/20球季
2020年9月8日，姆巴佩2019冠狀病毒病检测呈阳性。

#### 2021/22球季
2022年5月21日，姆巴佩与巴黎圣日耳曼续约三年。

#### 2022/23球季
2023年3月5日，在巴黎聖日耳門主场4-2战胜南特的比赛中，姆巴佩打进1球，以201球的成績成為巴黎圣日耳曼队史射手王。

#### 2023/24球季
2024年5月8日，歐冠準決賽次回合多特蒙德以總比分2比0淘汰巴黎聖日耳曼，姆巴佩在巴黎聖日耳曼的歐冠旅程隨之完結。5月11日，姆巴佩在個人社交平台宣佈將在賽季結束後離隊，結束他在巴黎聖日耳曼的七年職業生涯。

### 皇家馬德里
2024年6月3日，西甲班霸皇家馬德里宣布姆巴佩以自由身加盟球會，雙方簽約5年至2029年，據報簽字費高達1.5億歐元。8月15日，姆巴佩在2024年歐洲超級盃上先發出戰並攻入一球，完成首秀破門，並隨隊奪得來到皇馬後的首冠。9月2日，姆巴佩在对阵皇家贝蒂斯的西甲联赛中攻入西甲首球，其后又因维尼修斯被对方门将在禁区救球时铲倒，为皇马搏得点球机会。随后维尼将主罚机会让给姆巴佩，姆巴佩点球命中而梅开二度，帮助皇马2比0取胜。10月26日，姆巴佩參與球員生涯首場西班牙德比。在這場皇馬在主場以0-4被巴塞隆拿大敗的比賽中，他破紀錄地越位8次和錯失兩次重大機會，因而受到強烈批評。2025年5月11日，該賽季內第4次西班牙德比，姆巴佩上演帽子戲法，包括開賽頭14分鐘的兩球，但最終皇馬以3比4不敵上半場已入4球反先的巴塞隆拿，該仗仍令皇馬24/25賽季四次西班牙德比全數敗陣。

## 國家隊生涯

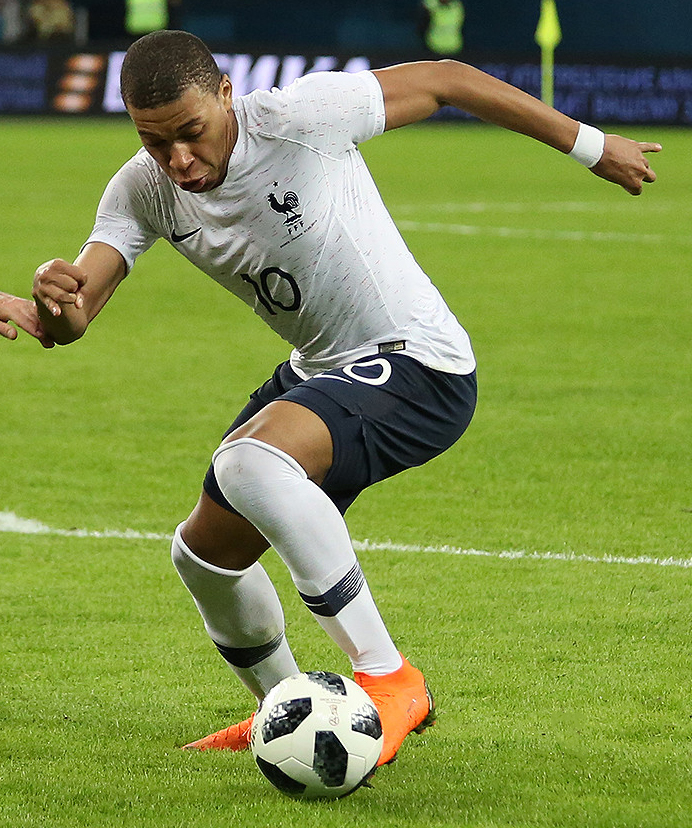
2018年3月，姆巴佩代表法国队与俄罗斯队在圣彼得堡举行的友谊赛上对决

姆巴佩在2016年欧洲U-19足球锦标赛半决赛上共打进2球和一次助攻，最终法国以3-1击败葡萄牙。在决赛上，法国以4-0战胜意大利，获得冠军。姆巴佩在该届锦标赛为法国队打进5球，获得银靴奖。
2017年3月，姆巴佩首度入選國家隊，並身披曾由、等主力所穿過，象徵進攻核心地位的10號球衣。3月25日，在2018年国际足联世界杯欧洲区预选赛法国与卢森堡的对决上，姆巴佩在第78分钟换下，成为了他首度入選法国國家隊的首秀。最终，法国国家队3-1击败卢森堡。另外，他在入选國家隊时以18岁零三个月五天的年龄，成为法国国家队年纪第二轻的入选球员。
2017年8月31日，姆巴佩在世界杯欧洲区预选赛A组赛上打进1球，是他入选国家队之后打进的处子球。2018年3月27日，姆巴佩在法国队对阵俄罗斯队的友谊赛中打进2球。

### 2018年世界盃

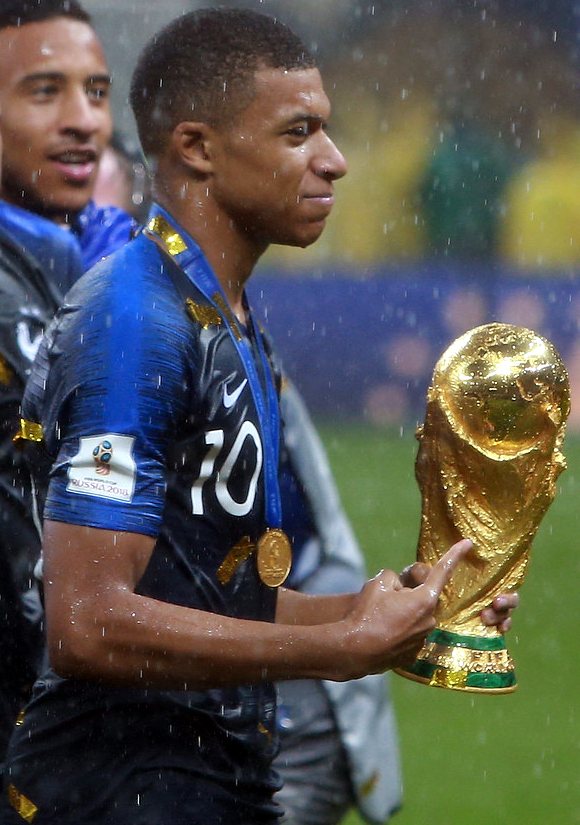
姆巴佩代表法国队赢得世界奖杯

2018年5月17日，姆巴佩被法国国家队召集，出戰2018年世界杯。6月21日，在世界杯小组赛C组第二轮法国国家队与秘鲁国家足球队的比赛中，姆巴佩打进了他在世界杯的第一个进球，同时他以19岁零183天的纪录，成为世界杯历史上最年轻的法国射手。
姆巴佩在世界杯16強戰中對阿根廷一戰展現實力，多次高速推進阿根廷禁區製造威脅，下半場60分鐘後更4分鐘內獨進2球，世界盃史上單場進兩球的20歲以下球員此前僅巴西球王比利一人，如今紀錄被平。之後於2018年国际足联世界杯决赛下半場第65分鐘進球，也讓他再次比肩巴西球王比利，成為第2位能夠在世界盃決賽進球的20歲以下球員，幫助法國打敗克羅埃西亞，再次捧起大力神杯，姆巴佩獲得了最佳新秀獎，賽後姆巴佩將世足獎金全數捐出。

### 2020年歐國盃
2021年6月28日，羅馬尼亞國家體育場進行的2020年歐洲國家盃法國對陣瑞士16強賽中的點球大戰揚·索莫撲出姆巴佩的點球，最終法國以3-3平局，4-5點球大戰輸球，止步於十六強，這也是自1954年以來，瑞士隊首次進入大型賽事的四分之一決賽。

### 2022年世界盃
法國在2022年國際足協世界盃的首次賽事是對陣澳洲，麥巴比在比賽中攻入1球、助攻2次，幫助法國隊4比1取勝。四天後對陣丹麥，麥巴比再下兩城，讓球隊2比1戰勝對手，打破歐洲衛冕球隊多年來無法晉級淘汰賽的魔咒。淘汰階段16強對陣波蘭，麥巴比梅開二度，助力法國隊3比1晉級。在麥巴比的率領下，法國在半準決賽和準決賽階段分別擊敗英格蘭和摩洛哥，與阿根廷會師決賽。麥巴比在決賽上演帽子戲法，到加時賽階段率領球隊3比3戰平對手，之後在互射十二碼階段攻入首球。儘管法國最後2比4不敵阿根廷，麥巴比還是以整屆世界盃進帳八球榮膺金靴獎。

### 2024年歐國盃
賽事首戰，麥巴比領法國以1比0小勝奧地利，卻在完場前的一次爭頂中受傷，導致鼻骨骨折。休戰一場後，於第三輪小組賽復出對戰波蘭，並射入⼀球十二碼，助法國於小組賽出線。本屆賽事麥巴比以隊長身份帶領法國晉身準決賽，終以比分1比2負於西班牙，四強止步。

## 球风

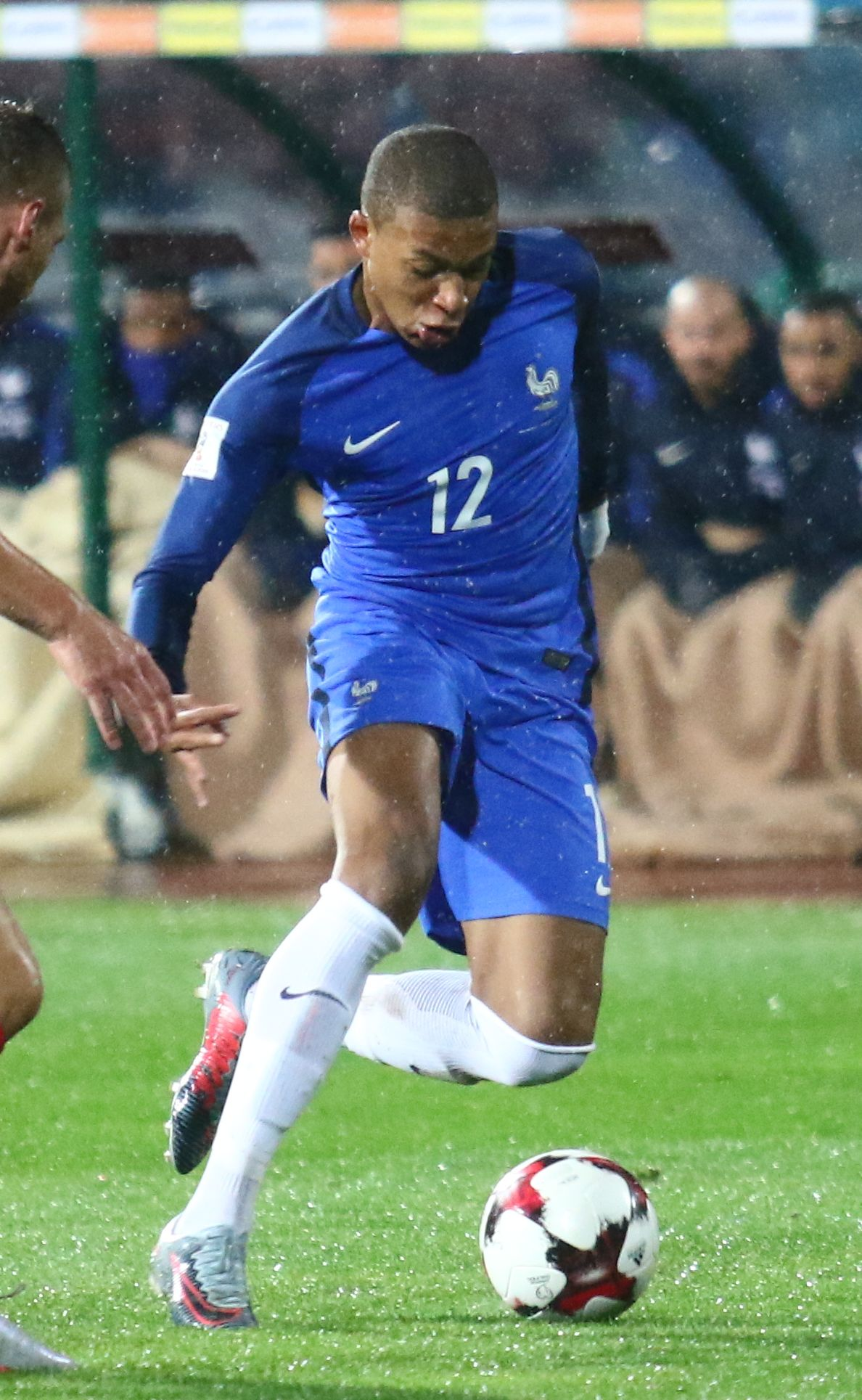
姆巴佩的球风一直被人与前法国巨星亨利与葡萄牙球星克里斯蒂亞諾·羅納度相提并论。

他在19岁时被媒体稱为“世界最佳年轻球员”，同时被认为是繼兩大球王美斯及基斯坦奴·朗拿度後“未来世界最佳球员”。法国籍足球教练评价姆巴佩为“与亨利有相似之处”的“巨大的足球天才”。他在2018年世界杯上代表法国队比赛时，其才华和表现也使他在媒体上与贝利相提并论。姆巴佩经常处于边锋的位置。，还能够从右侧助攻，为队友创造机会。另外，他还可以以主力前锋在中锋位置上发挥。作为一名技术娴熟和速度極快的球员，他的爆发性加速、敏捷、腿脚灵活和创造性而闻名。他还会运用假动作，或者在一对一的情况下突然改变速度或方向以击败对手。尽管姆巴佩身材瘦高，但他依然具备较强的身体力量。
除了球技外，姆巴佩灵巧的跑动和通过插入对方空档（不论是否有球时）突破对方防线的能力而备受推崇。他的移动能力可以让他牵制对方防守阵型，同时也使他在反击时对对手造成强大的威胁。前法国国脚评价姆巴佩称：“他让我想起1996年亚特兰大奥运会时的罗纳尔多，他具有世界级球员的特点，而且他必须好好地利用它们。如果他跟随“O Phenomenon”罗纳尔多的职业生涯，他将成为这项运动历史的传奇之一。”

## 媒体与赞助
姆巴佩与运动用品厂商耐克签订了赞助协议。在2017年，因为他的惊人天赋，让耐克在18岁时推出了自己的个性化足球鞋，即Kylian Mbappé Nike Hypervenom 3。2018年，他推出了Nike Mercurial Superfly VI战靴，其灵感来自前巴西前锋罗纳尔多的R9 Mercurial战靴。
姆巴佩还出现于EA Sports的FIFA系列的FIFA 19电子游戏中，他的潜在评分为95分。

## 生涯统计

### 俱乐部统计
最後更新：2025年3月15日
| 俱乐部               | 赛季     | 联赛     | 联赛 | 联赛 | 全國盃賽 | 全國盃賽 | 聯賽盃 | 聯賽盃 | 歐冠盃 | 歐冠盃 | 其他 | 其他 | 合计 | 合计 |
| 俱乐部               | 赛季     | 联赛分支 | 出场 | 进球 | 出场     | 进球     | 出场   | 进球   | 出场   | 进球   | 出场 | 进球 | 出场 | 进球 |
| -------------------- | -------- | -------- | ---- | ---- | -------- | -------- | ------ | ------ | ------ | ------ | ---- | ---- | ---- | ---- |
| 摩納哥B隊            | 2015–16  | 法全國乙 | 10   | 2    | —        | —        | —      | —      | —      | —      | —    | —    | 10   | 2    |
| 摩納哥B隊            | 2016–17  | 法全國乙 | 2    | 2    | —        | —        | —      | —      | —      | —      | —    | —    | 2    | 2    |
| 摩納哥B隊            | 合计     | 合计     | 12   | 4    | —        | —        | —      | —      | —      | —      | —    | —    | 12   | 4    |
| 摩納哥               | 2015–16  | 法甲     | 11   | 1    | 1        | 0        | 1      | 0      | 1      | 0      | —    | —    | 14   | 1    |
| 摩納哥               | 2016–17  | 法甲     | 29   | 15   | 3        | 2        | 3      | 3      | 9      | 6      | —    | —    | 44   | 26   |
| 摩納哥               | 2017–18  | 法甲     | 1    | 0    | —        | —        | —      | —      | —      | —      | 1    | 0    | 2    | 0    |
| 摩納哥               | 合计     | 合计     | 41   | 16   | 4        | 2        | 4      | 3      | 10     | 6      | 1    | 0    | 60   | 27   |
| 巴黎圣日耳曼（租借） | 2017–18  | 法甲     | 27   | 13   | 5        | 4        | 4      | 0      | 8      | 4      | —    | —    | 44   | 21   |
| 巴黎圣日耳曼         | 2018–19  | 法甲     | 29   | 33   | 4        | 2        | 2      | 0      | 8      | 4      | 0    | 0    | 43   | 39   |
| 巴黎圣日耳曼         | 2019–20  | 法甲     | 20   | 18   | 3        | 4        | 3      | 2      | 10     | 5      | 1    | 1    | 37   | 30   |
| 巴黎圣日耳曼         | 2020–21  | 法甲     | 31   | 27   | 5        | 7        | —      | —      | 10     | 8      | 1    | 0    | 47   | 42   |
| 巴黎圣日耳曼         | 2021–22  | 法甲     | 35   | 28   | 3        | 5        | —      | —      | 8      | 6      | 0    | 0    | 46   | 39   |
| 巴黎圣日耳曼         | 2022–23  | 法甲     | 34   | 29   | 1        | 5        | —      | —      | 8      | 7      | 0    | 0    | 43   | 41   |
| 巴黎圣日耳曼         | 2023–24  | 法甲     | 29   | 27   | 6        | 8        | —      | —      | 12     | 8      | 1    | 1    | 48   | 44   |
| 巴黎圣日耳曼         | 合计     | 合计     | 205  | 175  | 27       | 35       | 9      | 2      | 64     | 42     | 3    | 2    | 308  | 256  |
| 皇家馬德里           | 2024–25  | 西甲     | 26   | 20   | 2        | 1        | —      | —      | 12     | 7      | 4    | 3    | 44   | 31   |
| 生涯總计             | 生涯總计 | 生涯總计 | 284  | 215  | 33       | 38       | 13     | 5      | 86     | 55     | 8    | 5    | 424  | 318  |

1. ↑  参加欧足联欧洲联赛
2. 1 2 3 4 5 6 7 8 9  参加欧洲冠军联赛
3. 1 2 3 4  参加法国超级杯
4. ↑  參加歐洲超級盃、國際足協洲際盃和西班牙超級盃

### 国家队统计
最後更新：2025年6月8日
| 国家队 | 年份 | 出场数 | 进球数 |
| ------ | ---- | ------ | ------ |
| 法國   | 2017 | 10     | 1      |
| 法國   | 2018 | 18     | 9      |
| 法國   | 2019 | 6      | 3      |
| 法國   | 2020 | 5      | 3      |
| 法國   | 2021 | 14     | 8      |
| 法國   | 2022 | 13     | 12     |
| 法國   | 2023 | 9      | 10     |
| 法國   | 2024 | 11     | 2      |
| 法國   | 2025 | 4      | 2      |
| 總計   | 總計 | 90     | 50     |

### 國家隊入球
| #  | 日期           | 比賽場館                          | 出場次數 | 對手     | 進球比分 | 終場比分     | 賽事名稱                      | Ref.    |
| -- | -------------- | --------------------------------- | -------- | -------- | -------- | ------------ | ----------------------------- | ------- |
| 1  | 2017年8月31日  | 法國聖但尼法蘭西體育場            | 5        | 荷蘭     | 4–0      | 4–0          | 2018年國際足協世界盃外圍賽    | [ 95 ]  |
| 2  | 2018年3月27日  | 俄羅斯圣彼得堡聖彼得堡體育場      | 12       | 俄羅斯   | 1–0      | 3–1          | 友誼賽                        | [ 96 ]  |
| 3  | 2018年3月27日  | 俄羅斯圣彼得堡聖彼得堡體育場      | 12       | 俄羅斯   | 3–1      | 3–1          | 友誼賽                        | [ 96 ]  |
| 4  | 2018年6月9日   | 法國代西讷-沙尔皮约盧米埃爾球場   | 15       | 美国     | 1–1      | 1–1          | 友誼賽                        | [ 97 ]  |
| 5  | 2018年6月21日  | 俄羅斯葉卡捷琳堡中央體育場        | 17       | 秘魯     | 1–0      | 1–0          | 2018年國際足協世界盃C組       | [ 98 ]  |
| 6  | 2018年6月30日  | 俄羅斯喀山阿克巴爾斯競技場        | 19       | 阿根廷   | 3–2      | 4–3          | 2018年國際足協世界盃淘汰賽    | [ 99 ]  |
| 7  | 2018年6月30日  | 俄羅斯喀山阿克巴爾斯競技場        | 19       | 阿根廷   | 4–2      | 4–3          | 2018年國際足協世界盃淘汰賽    | [ 99 ]  |
| 8  | 2018年7月15日  | 俄羅斯莫斯科卢日尼基体育场        | 22       |          | 4–1      | 4–2          | 2018年國際足協世界盃決賽      | [ 100 ] |
| 9  | 2018年9月9日   | 法國聖但尼法蘭西體育場            | 24       | 荷蘭     | 1–0      | 2–1          | 2018–19年歐洲國家聯賽A        | [ 101 ] |
| 10 | 2018年10月11日 | 法國甘岡魯杜魯球場                | 25       | 冰島     | 2–2      | 2–2          | 友誼賽                        | [ 102 ] |
| 11 | 2019年3月22日  | 摩爾多瓦基希讷乌森布魯球場        | 29       | 摩尔多瓦 | 4–0      | 4–1          | 2020年歐洲足球錦標賽外圍賽H組 | [ 103 ] |
| 12 | 2019年3月25日  | 法國聖但尼法蘭西體育場            | 30       | 冰島     | 3–0      | 4–0          | 2020年歐洲足球錦標賽外圍賽H組 | [ 104 ] |
| 13 | 2019年6月11日  | 安道爾安道尔城国家体育场          | 33       | 安道尔   | 1–0      | 4–0          | 2020年歐洲足球錦標賽外圍賽H組 | [ 105 ] |
| 14 | 2020年9月5日   | 瑞典索尔纳友谊竞技场              | 35       | 瑞典     | 1–0      | 1–0          | 2020–21年歐洲國家聯賽A        | [ 106 ] |
| 15 | 2020年10月7日  | 法國聖但尼法蘭西體育場            | 36       | 乌克兰   | 6–1      | 7–1          | 友誼賽                        | [ 107 ] |
| 16 | 2020年10月14日 | 克羅地亞萨格勒布马克西米尔球场    | 38       |          | 2–1      | 2–1          | 2020–21年歐洲國家聯賽A        | [ 108 ] |
| 17 | 2021年6月2日   | 法國尼斯安聯里維耶拉球場          | 43       |          | 1–0      | 3–0          | 友誼賽                        | [ 108 ] |
| 18 | 2021年10月7日  | 義大利都灵尤文圖斯球場            | 50       | 比利时   | 2–2      | 3–2          | 2021年歐洲國家聯賽決賽周      | [ 109 ] |
| 19 | 2021年10月10日 | 義大利米蘭聖西路球場              | 51       | 西班牙   | 2–1      | 2–1          | 2021年歐洲國家聯賽決賽        | [ 110 ] |
| 20 | 2021年11月13日 | 法國巴黎王子公园体育场            | 52       |          | 1–0      | 8–0          | 2022年國際足協世界盃外圍賽    | [ 111 ] |
| 21 | 2021年11月13日 | 法國巴黎王子公园体育场            | 52       | 2–0      |          | 8–0          | 2022年國際足協世界盃外圍賽    | [ 111 ] |
| 22 | 2021年11月13日 | 法國巴黎王子公园体育场            | 52       | 3–0      |          | 8–0          | 2022年國際足協世界盃外圍賽    | [ 111 ] |
| 23 | 2021年11月13日 | 法國巴黎王子公园体育场            | 52       | 8–0      |          | 8–0          | 2022年國際足協世界盃外圍賽    | [ 111 ] |
| 24 | 2021年11月16日 | 芬蘭赫尔辛基奧林匹克體育場        | 53       | 芬兰     | 2–0      | 2–0          | 2022年國際足協世界盃外圍賽    | [ 112 ] |
| 25 | 2022年3月29日  | 法國阿斯克新城皮埃尔·莫鲁瓦球场   | 54       | 南非     | 1–0      | 5–0          | 友誼賽                        | [ 113 ] |
| 26 | 2022年3月29日  | 法國阿斯克新城皮埃尔·莫鲁瓦球场   | 54       | 南非     | 3–0      | 5–0          | 友誼賽                        | [ 113 ] |
| 27 | 2022年6月10日  | 奧地利維也納恩斯特·哈佩尔球场     | 56       | 奥地利   | 1–1      | 1–1          | 2022–23年歐洲國家聯賽A        | [ 114 ] |
| 28 | 2022年9月22日  | 法國巴黎王子公园体育场            | 58       | 奥地利   | 1–0      | 2–0          | 2022–23年歐洲國家聯賽A        | [ 115 ] |
| 29 | 2022年11月22日 | 卡達沃克拉南部体育场              | 60       |          | 3–1      | 4–1          | 2022年國際足協世界盃D組       | [ 116 ] |
| 30 | 2022年11月26日 | 卡達多哈974體育場                 | 61       | 丹麦     | 1–0      | 2–1          | 2022年國際足協世界盃D組       | [ 117 ] |
| 31 | 2022年11月26日 | 卡達多哈974體育場                 | 61       | 丹麦     | 2–1      | 2–1          | 2022年國際足協世界盃D組       | [ 117 ] |
| 32 | 2022年12月4日  | 卡達多哈图玛玛体育场              | 63       | 波蘭     | 2–0      | 3–1          | 2022年國際足協世界盃淘汰賽    | [ 118 ] |
| 33 | 2022年12月4日  | 卡達多哈图玛玛体育场              | 63       | 波蘭     | 3–0      | 3–1          | 2022年國際足協世界盃淘汰賽    | [ 118 ] |
| 34 | 2022年12月18日 | 卡達盧賽爾卢赛尔地标体育场        | 66       | 阿根廷   | 1–2      | 3–3 （2–4 ） | 2022年國際足協世界盃決賽      | [ 119 ] |
| 35 | 2022年12月18日 | 卡達盧賽爾卢赛尔地标体育场        | 66       | 阿根廷   | 2–2      | 3–3 （2–4 ） | 2022年國際足協世界盃決賽      | [ 119 ] |
| 36 | 2022年12月18日 | 卡達盧賽爾卢赛尔地标体育场        | 66       | 阿根廷   | 3–3      | 3–3 （2–4 ） | 2022年國際足協世界盃決賽      | [ 119 ] |
| 37 | 2023年3月25日  | 法國聖但尼法蘭西體育場            | 67       | 荷蘭     | 3–0      | 4–0          | 2024年歐洲足球錦標賽外圍賽    | [ 120 ] |
| 38 | 2023年3月25日  | 法國聖但尼法蘭西體育場            | 67       | 荷蘭     | 4–0      | 4–0          | 2024年歐洲足球錦標賽外圍賽    | [ 120 ] |
| 39 | 2023年6月16日  | 葡萄牙法魯/洛萊阿爾加夫球場       | 69       | 直布罗陀 | 2–0      | 3–0          | 2024年歐洲足球錦標賽外圍賽    | [ 121 ] |
| 40 | 2023年6月19日  | 法國聖但尼法蘭西體育場            | 70       | 希腊     | 1–0      | 1–0          | 2024年歐洲足球錦標賽外圍賽    | [ 122 ] |
| 41 | 2023年10月13日 | 荷蘭阿姆斯特丹約翰·克魯伊夫競技場 | 72       | 荷蘭     | 1–0      | 2–1          | 2024年歐洲足球錦標賽外圍賽    | [ 123 ] |
| 42 | 2023年10月13日 | 荷蘭阿姆斯特丹約翰·克魯伊夫競技場 | 72       | 荷蘭     | 2–0      | 2–1          | 2024年歐洲足球錦標賽外圍賽    | [ 123 ] |
| 43 | 2023年10月17日 | 法國阿斯克新城皮埃爾·莫魯瓦球場   | 73       | 苏格兰   | 3–1      | 4–1          | 友誼賽                        | [ 124 ] |
| 44 | 2023年11月18日 | 法國尼斯安聯里維耶拉球場          | 74       | 直布罗陀 | 4–0      | 14–0         | 2024年歐洲足球錦標賽外圍賽    | [ 125 ] |
| 45 | 2023年11月18日 | 法國尼斯安聯里維耶拉球場          | 74       | 直布罗陀 | 11–0     | 14–0         | 2024年歐洲足球錦標賽外圍賽    | [ 125 ] |
| 46 | 2023年11月18日 | 法國尼斯安聯里維耶拉球場          | 74       | 直布罗陀 | 12–0     | 14–0         | 2024年歐洲足球錦標賽外圍賽    | [ 125 ] |
| 47 | 2024年6月5日   | 法國梅斯聖桑福里安球場            | 78       | 盧森堡   | 3–0      | 3–0          | 友誼賽                        | [ 126 ] |
| 48 | 2024年6月25日  | 德國多特蒙德西法倫球場            | 81       | 波蘭     | 1–0      | 1–1          | 2024年歐洲足球錦標賽          | [ 127 ] |
| 49 | 2025年6月5日   | 德國司徒加特曼合普競技場          | 89       | 西班牙   | 1–4      | 4–5          | 2025年歐洲國家聯賽決賽周      | [ 128 ] |
| 50 | 2025年6月8日   | 德國司徒加特曼合普競技場          | 90       | 德国     | 1–0      | 2–0          | 2025年歐洲國家聯賽決賽周      | [ 129 ] |

## 荣誉

### 團體
摩納哥

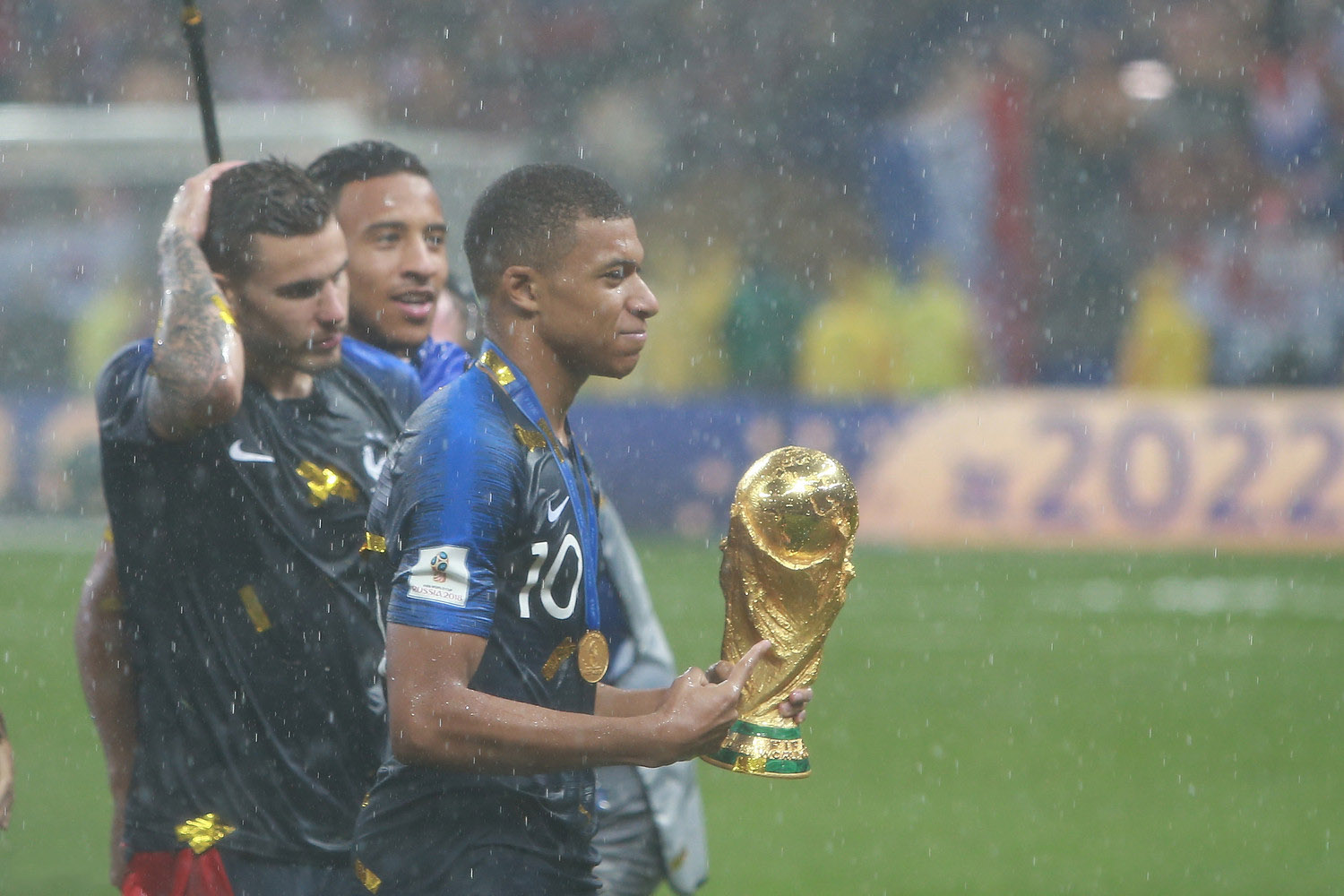
姆巴佩於2018年與法國國家隊拿下足球世界盃冠軍

- 法国足球甲级联赛冠軍：2016–17

 巴黎圣日耳门
- 法国足球甲级联赛冠軍：2017–18[130]、2018–19、2019–20、2021–22、2022–23[131]、2023–24[132]
- 法國盃冠軍：2017–18[133]、2019–20、2020–21、2023–24
- 法國聯賽盃冠軍：2017–18、2019–20
- 法國超級盃冠軍：2018、2019、2020、2022、2023[134]

 皇家馬德里
- 歐洲超級盃冠軍：2024

 法國U-19
- U-19歐國盃冠軍：2016[17]

 法國
- 世界盃冠軍：2018[135]
- 歐洲國家聯賽冠軍：2021

### 個人

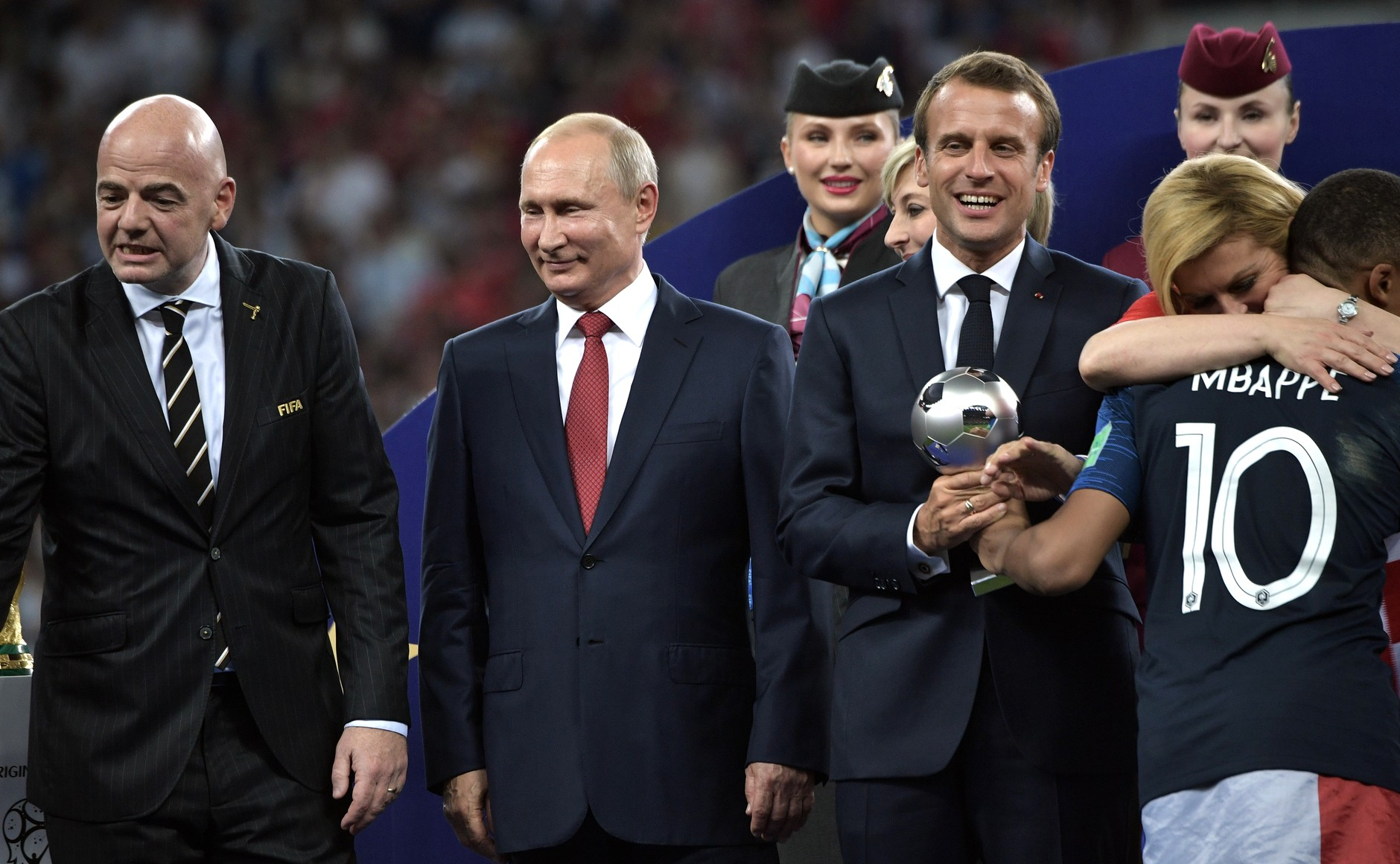
姆巴佩獲得2018年世界盃最佳年青球員奖项时与法国总统埃马纽埃尔·马克龙、克罗地亚总统科琳达·格拉巴尔-基塔罗维奇、国际足联主席詹尼·因凡蒂诺和俄罗斯总统弗拉基米尔·普京的合影

- U-19歐國盃最佳陣容：2016[136]
- 欧洲金童奖：2017[137][138]
- 科帕獎：2018[139]
- 法國足球先生：2018[140]、2019[141]、2022-23[142]
- 世界杯最佳年轻球员：2018[143]
- 世界盃夢幻球隊：2018[144]
- 世界盃最佳陣容：2018[145]、2019[146]、2022[147]、2023[148]
- IFFHS世界最佳男子陣容（英语：IFFHS World Team）：2018[149]、2021[150]、2022[151]、2023[152]
- 《11人》歐洲足球先生：2019[153]
- 環球足球獎年度最佳球員：2021、2024
- 歐洲國家聯賽金靴獎：2021
- 世界杯金靴奖：2022
- 世界盃銀球獎：2022
- IFFHS世界最佳射手（英语：IFFHS World's Best Top Goal Scorer）：2022[154]
- 金球奖最佳排名：2023（第三名）[155]
- 歐洲金靴獎：2024–25[156]
- 皮奇奇獎（英语：Pichichi Trophy）：2024–25[157]

俱樂部
- 欧洲冠军联赛最佳陣容：2016–17[158]、2019–20[159]、2020–21[160]、2021–22[161]
- 職業足球員全國聯盟法甲賽季最佳青年球員：2016-17[162]、2017-18[163]、2018–19[164]
- 職業足球員全國聯盟法甲賽季最佳陣容：2016-17[165]、2017-18[166]、2018–19、2020–21、2021–22、2022–23、2023–24
- 職業足球員全國聯盟法甲每月最佳球員：2017年4月[167]、2018年3月[168]、2019年2月、2021年2月、2021年8月、2022年2月、2022年11/12月、2023年2月、2023年10月、2023年11月
- 歐洲足協年度最佳陣容：2018[169]
- 法甲賽季最佳球員：2018–19、2020–21、2021–22、2022–23、2023–24
- 法甲金靴獎：2018–19、2019–20、2020–21、2021–22、2022–23、2023–24
- 西甲賽季最佳陣容：2024–25[170]
- 西甲每月最佳球員（英语：La Liga Player of the Month）：2025年1月[171]

勳章
- 法國榮譽軍團勳章騎士級：2018年

## 爭議
2018年世界盃中八強賽法國對烏拉圭的比赛中，麥巴比曾經和對方有身體接觸後誇張倒地，最後裁判給雙方皆黃牌警告；在2018年世界盃半决赛法国对比利时的比赛中，姆巴佩在比赛最后时刻为取得胜利拖延时间。当时他突然带球冲向禁区，此时被比利时队球员愤怒推倒，姆巴佩因此被裁判判罚一张黄牌，而这一行为也引发了争议。事后姆巴佩对比利时队球员表示歉意。